# Contea autonoma manciù di Huanren
La contea autonoma manciù di Huanren (桓仁满族自治县S, Huánrén Mǎnzú Zìzhì XìanP) è una contea della Cina, situata nella provincia di Liaoning e amministrata dalla prefettura di Benxi.